# Marketing v místě prodeje

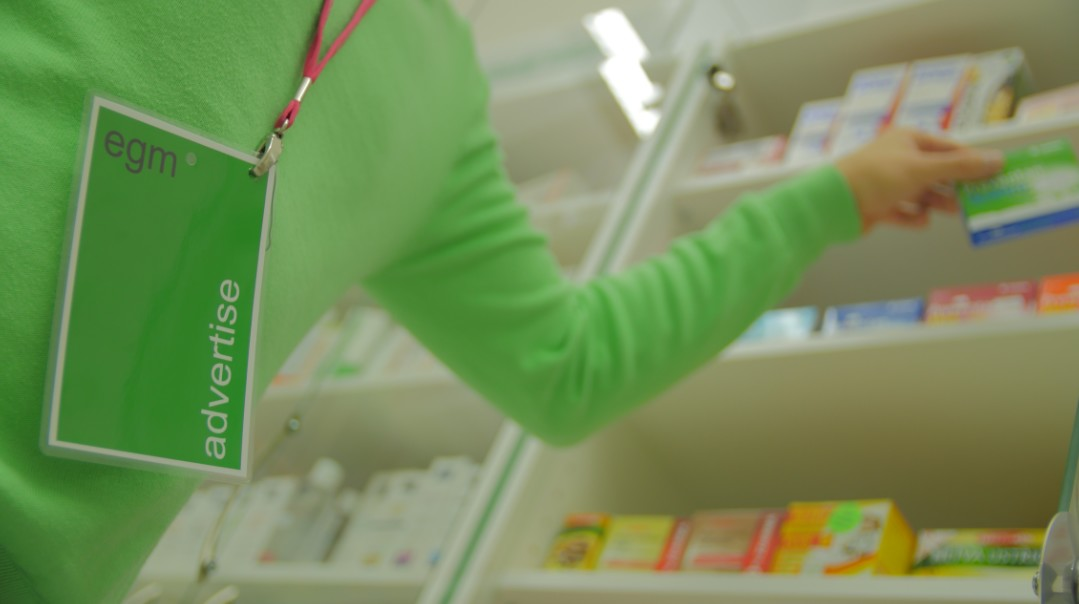
Merchandising Eger Marketing v lékárnách

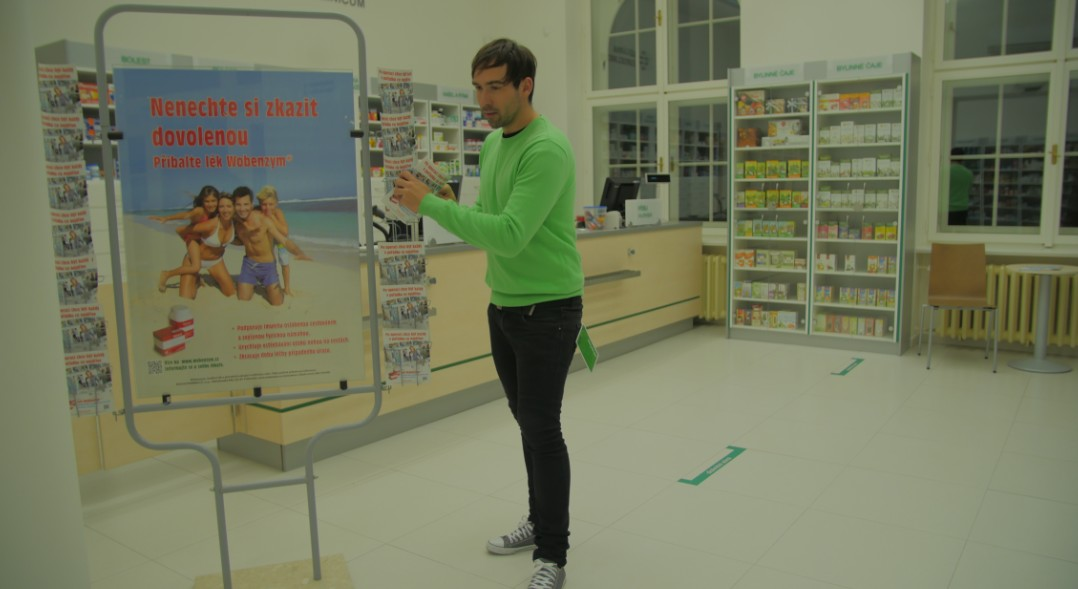
Eger Marketing in-store plochy

Marketing v místě prodeje zahrnuje reklamní materiály a produkty využívané v místě prodeje (v prodejnách či provozovnách služeb) pro propagaci konkrétního výrobku či určitého druhu sortimentu. Tyto reklamní nosiče jsou také známy jako POS/POP materiály (point of sale/point of purchase).
POS/POP materiály
jsou součástí sales promotion zaměřujícího se na upoutávání pozornosti a
ovlivňování nákupního chování potenciálního zákazníka pomocí nástrojů, které
zajišťují přímý kontakt zákazníka s produktem. Marketingová komunikace v místě prodeje
představuje nejvýznamnější spouštěč impulzivního nákupního chování spotřebitelů.

Impulzivní nákup je vlastně neplánovaný nákup produktů
inicializován zejména prostřednictvím POS/POP materiálů, promočních akcí nebo
také efektivní prezentací produktu. Jedná se tedy o nákup, pro který se
spotřebitel rozhodne teprve v místě prodeje (prodejny, supermarkety,
provozovny služeb) na základě prezentace určitého produktu .
POS/POP materiály jsou vždy nositeli určitého sdělení,
lze říci, že nesou komunikační cíle dvojího charakteru – informativní a
prodejně podpůrný, které jsou vždy v souladu
s marketingovými prioritami a probíhajícími komunikačními kampaněmi
. Hlavní výhodou reklamy v místě prodeje je fakt, že tento druh reklamy zákazníkům na
rozdíl od jiných forem reklamy nevadí, neobtěžuje je, naopak zákazníkům pomáhá
.
Efektivitu reklamních kampaní ovlivňuje propojení kampaně s POP aktivitami umístěných v místě prodeje. Kampaň v médiích (např. televize, billboardy) upoutá pozornost zákazníků a vyvolá zájem o tyto produkty. Pokud ale poté zákazník v místě prodeje
nenajde příslušné komunikační materiály navazující na kampaň v mediích, potenciál celé kampaně je snížen.
Podpora prodeje je realizována ve dvou formách. První z nich je forma služeb a hmotných produktů (POS/POP materiály) a druhou tvoří služby na podporu prodeje (ochutnávky, soutěže, atd.). Důležité je vědět, že obě formy na sebe navazují. Aby byla zajištěna jednotná komunikace, musí být v rámci jednotlivých kampani využity všechny maximálně efektivní možnosti, které daná služba či POP materiály nabízí. Pokud realizujeme podporu prodeje, je důležité určit cíl kampaně a cílovou skupinu zákazníků. Následně musíme naplánovat itinerář celé kampaně .
V rámci podpory prodeje je důležitá komunikace
mezi třemi základními články :
- Dodavatel podporovaného produktu
- Obchodník
- Konečný spotřebitel

Zmíněná komunikace musí probíhat obousměrně, tedy jak od dodavatele ke konečnému spotřebiteli, tak také od konečného spotřebitele k dodavateli. V oblasti POS/POP komunikace je kladen velký důraz na kreativnost a originálnost těchto materiálů, aby zaujali naši cílovou skupinu. Navazujícím aspektem je to, aby POS/POP materiály znamenali pro zadavatele kampaně přínos a aby v rámci kampaně splnily svůj stanovený úkol .

## Rozdělení POS/POP materiálů
Rozdělení POS/POP prostředků dle
způsobů použití se dá považovat za základní členění. Do jednotlivých kategorií
tohoto členění patří následující POS/POP prostředky :
1. Mezi podlahové POS/POP prostředky patří:
- stojany a displaye;
- podlahové poutače, totemy;
- paletové ostrovy a dekorace;
- podlahová grafika;
- přemostění a reklamní brány;
- shop in shop;
- promostolky, promostánky a reklamní pulty;
- stojany na letáky a stojany vizuály.

2. Regálové POS/POP prostředky jsou následující:
- regálové děliče a vymezovače;
- cenovkové dekorační info lišty;
- podavače;
- wobblery;
- stopery;
- regálové a nadregálové dekorace;
- dekorace regálových čel;
- regálové vlajky;
- držáky letáků a kupónů.

3. K POS/POP prostředkům k pokladním a
obslužným pultům řadíme:
- pokladní a pultové stojánky, displaye a parazity s výrobky;
- mincovníky;
- stojánky na letáky;
- polepy pokladních pásů;
- dělič nákupů.

4. Do Nástěnných POS/POP prostředků patří:
- poster rámy a plakáty;
- světelné reklamy.

5. Ostatní POS/POP prostředky jsou:
- letáčky u zboží a samolepky;
- dekorace nákupních vozíků a madel vozíků;
- dekorace bezpečnostních bran;
- výlohová a okenní grafika;
- závěsné poutače;
- digital signage, elektronická a interaktivní média.

## Zásady POS/POP materiálů
Při realizaci a umístění POS/POP je vhodné dbát
následujících zásad :
- Design a celkový charakter navazuje na jiné nástroje podpory prodeje – reklamu v médiích aj.
- POS/POP jsou nainstalovány takovým způsobem, který zaručí jejich maximální účinnost.
- Musí být umístěny na správném místě, tj. při vstupu do prodejny, před konkurencí  a současně u výrobků, kterých se týkají.
- Instalace krátkodobých materiálů musí proběhnout ve správném čase – nedlouho před akcí a k odstranění musí dojít ihned po skončení akce, aby nedocházelo k matení zákazníků.

V některých případech POS/POP reklama nefunguje zcela správně. Jedná se o stav, kdy jsou zvolené POS/POP prostředky pro určitý typ prodejny nevhodně vytvořené a nezapadají do daného prostoru prodeje, jako příklady lze uvést :
- V prodejním místě je příliš mnoho POS/POP prostředků a spíše překážejí zákazníkům při výběru;
- POS/POP prostředky neinformují, nic nesdělují;
- POS/POP materiály nejsou sladěny s celkovou marketingovou strategií.